# Trimetazydyna
Trimetazydyna – organiczny związek chemiczny, lek stosowany w chorobie niedokrwiennej serca, działa kardioprotekcyjnie (ochronnie na komórki mięśnia sercowego).
Jest pochodną piperazyny.

## Działanie farmakologiczne
Trimetazydyna hamuje wykorzystywanie kwasów tłuszczowych jako substratu energetycznego przez komórki mięśnia sercowego, zwiększając jednocześnie wykorzystanie w celach energetycznych glukozy. Dzięki temu zmniejsza się zużycie tlenu w sercu, gdyż mniej tlenu potrzeba na uzyskanie tej samej ilości energii z 1 grama glukozy niż z 1 grama kwasów tłuszczowych. Zmniejszając zapotrzebowanie serca na tlen przyczynia się do likwidacji głównej przyczyny powstawania objawów choroby niedokrwiennej serca – niewystarczającej (w stosunku do potrzeb) podaży tlenu.
Poza tym trimetazydyna wyrównuje pozawałową kwasicę wewnątrzkomórkową oraz ogranicza gromadzenie się w komórkach jonów Na+
 i Ca2+
. Przywraca w ten sposób równowagę elektrolitową w sercu.

## Zastosowanie
Trimetazydynę stosuje się w przewlekłym leczeniu chorobie niedokrwiennej serca, zapobieganiu występowania napadów choroby. Hamuje również zaburzenia pracy błędnika.

## Środek dopingujący
Trimetazydyna jest niedozwolonym środkiem dopingującym. 

## Działania niepożądane
Działania niepożądane są rzadkie. Trimetazydyna może powodować zaburzenia żołądkowo-jelitowe, wzdęcia, bóle brzucha.

## Dostępne preparaty
- ApoTrimet PR
- Vascotazin
- Protevasc SR
- Cyto-Protectin MR
- Metazydyna
- Preductal MR
- Setal MR
- Trimetaratio
- Тридуктан МВ